# Rafael Gordillo
Rafael Gordillo Vázquez né le 24 février 1957 à Almendralejo est un footballeur international espagnol. Il jouait au poste de milieu gauche ou d'arrière gauche.
Gordillo a joué 428 matchs de Liga avec Real Betis et le Real Madrid. Il a marqué à 38 reprises.
Avec l'équipe d'Espagne, il a disputé 75 matchs entre 1978 et 1988 où il a marqué 3 buts.

## Palmarès

### En club
| - Real Betis - Copa del Rey - Vainqueur : 1977 - Real Madrid - Championnat d'Espagne - Vainqueur : 1986, 1987, 1988, 1989 et 1990 - Copa del Rey - Vainqueur : 1989 - Supercoupe d'Espagne - Vainqueur : 1988, 1989 et 1990 - Coupe UEFA - Vainqueur : 1986 |

### En sélection nationale
| - Sélection d'Espagne - Championnat d'Europe - Finaliste : 1984. |

### Distinction personnelle
- Saison 1979-1980 : Prix Don Balón du meilleur joueur de la Liga.

## Statistiques de carrière

### Buts internationaux
|   | Date              | Lieu                                      | Adversaire | Évolution du score | Résultat | Compétition                      |
| - | ----------------- | ----------------------------------------- | ---------- | ------------------ | -------- | -------------------------------- |
| 1 | 15 mai 1983       | Ta' Qali Stadium, La Vallette, Malte      | Malte      | 3 - 2              | 3 - 2    | Éliminatoire Euro 1984           |
| 2 | 25 septembre 1985 | Stade Benito-Villamarín, Séville, Espagne | Islande    | 2 - 1              | 2 - 1    | Éliminatoire Coupe du monde 1986 |
| 3 | 11 juin 1988      | Niedersachsenstadion, Hanovre, Allemagne  | Danemark   | 3 - 1              | 3 - 2    | Euro 1988                        |

### Carrière
| Saison      | Club           | Pays             | Championnat          | Coupes nationales | Coupes Continentales   | Sélection Espagne  |
| ----------- | -------------- | ---------------- | -------------------- | ----------------- | ---------------------- | ------------------ |
| 1976 - 1977 | Real Betis     | Primera División | 13 matchs / 1 but    | -                 | -                      | -                  |
| 1977 - 1978 | Real Betis     | Primera División | 30 matchs / 5 buts   | -                 | 5 matchs (C2)          | 1 match            |
| 1978 - 1979 | Real Betis     | Segunda División | 38 matchs / 7 buts   | -                 | -                      | 1 match            |
| 1979 - 1980 | Real Betis     | Primera División | 34 matchs / 4 buts   | -                 | -                      | 8 matchs           |
| 1980 - 1981 | Real Betis     | Primera División | 34 matchs / 3 buts   | -                 | -                      | 12 matchs          |
| 1981 - 1982 | Real Betis     | Primera División | 33 matchs / 5 buts   | -                 | -                      | 12 matchs          |
| 1982 - 1983 | Real Betis     | Primera División | 30 matchs            | -                 | 2 matchs (C3)          | 6 matchs / 1 but   |
| 1983 - 1984 | Real Betis     | Primera División | 34 matchs            | -                 | -                      | 13 matchs          |
| 1984 - 1985 | Real Betis     | Primera División | 29 matchs            | -                 | 2 matchs (C3)          | 6 matchs           |
| 1985 - 1986 | Real Madrid CF | Primera División | 22 matchs / 1 but    | -                 | 9 matchs / 4 buts (C1) | 4 matchs / 1 but   |
| 1986 - 1987 | Real Madrid CF | Primera División | 36 matchs / 5 buts   | -                 | 8 matchs (C1)          | 3 matchs           |
| 1987 - 1988 | Real Madrid CF | Primera División | 35 matchs / 6 buts   | -                 | 8 matchs (C1)          | 9 matchs / 1 but   |
| 1988 - 1989 | Real Madrid CF | Primera División | 34 matchs / 6 buts   | 2 matchs          | 8 matchs (C1)          | -                  |
| 1989 - 1990 | Real Madrid CF | Primera División | 33 matchs            | -                 | 3 matchs (C1)          | -                  |
| 1990 - 1991 | Real Madrid CF | Primera División | 12 matchs / 2 buts   | -                 | 2 matchs (C1)          | -                  |
| 1991 - 1992 | Real Madrid CF | Primera División | 10 matchs            | -                 | 7 matchs (C3)          | -                  |
| 1992 - 1993 | Real Betis     | Segunda División | 34 matchs / 5 buts   | -                 | -                      | -                  |
| 1993 - 1994 | Real Betis     | Segunda División | 25 matchs / 3 buts   | -                 | -                      | -                  |
| 1994 - 1995 | Real Betis     | Primera División | 9 matchs             | -                 | -                      | -                  |
| 1995 - 1996 | Écija Balompié | Segunda División | 18 matchs / 1 but    | -                 | -                      | -                  |
| Total       | Total          | Total            | 543 matchs / 54 buts | 2 matchs          | 54 matchs / 4 buts     | 75 matchs / 3 buts |